# Sphodromantis viridis
Sphodromantis viridis — вид великих богомолів роду Sphodromantis, поширений у Західній та Північній Африці, на Близькому Сході та в Південній Європі. Екологічно пластичний вид, що на початку XXI століття розширює свій ареал. Зелені, жовтуваті чи бурі богомоли, добре літають.

## Опис
Великі богомоли, розмір тіла самців 5,3-6,5 см, тіла самиць — 6-7,5 см. Забарвлення всупереч видовій назві «зелений» варіює від яскраво-зеленого до жовтого та темно-бурого. Передня поверхня передніх тазиків з 3-4 великими закругленими зубцями та численними шипиками. Шипи на передніх стегнах чорні на верхівках. На надкрилах велике біле вічко.

## Спосіб життя
Мешкає в теплих та сухих біотопах, обирає для засідки кущі. Зустрічається й у пустелях, але частіше в оазах. Має високу екологічну пластичність.

## Ареал
Поширений від Західної Африки до Аравійського півострова: Марокко, Алжир, Мавританія, Сенегал, Нігер, Буркіна-Фасо, Чад, Лівія, Єгипет, Судан, Ефіопія, Танзанія, Уганда, Сомалі, Ізраїль, Палестина, Йорданія, Сирія, Аравійський півострів. Також відомий з Намібії.
На початку XXI століття поширився у Греції, Іспанії, Португалії, Сардинії, на Кіпрі.

## Підвиди
Описано 5 підвидів, які відрізняються будовою геніталій та ареалом:
- S. viridis barbara La Greca, 1967 — північні береги Африки
- S. viridis inornata Werner, 1923
- S. viridis meridionalis La Greca, 1950
- S. viridis simplex La Greca & Lombardo, 1987
- S. viridis viridis Forskal, 1775 — східне Середземномор'я та Близький Схід

## Значення для людини
Вид зображений на марках Малі (1977), Руанди (2002), Сенегалу (2010), Південної Африки (2010).